# Driedaagse Zeeslag
De zeeslag die in het Engels Battle of Portland wordt genoemd en in het Nederlands de Driedaagse zeeslag vond plaats van 28 februari tot en met 2 maart 1653 (NS) gedurende de Eerste Engels-Nederlandse Oorlog, toen de vloot van de Engelse Commonwealth onder "Generaal ter zee" Robert Blake werd aangevallen door een vloot van de Republiek der Nederlanden onder Luitenant-Admiraal Maarten Tromp die koopvaarders escorteerde door het Kanaal. De slag liet de heerschappij over het Kanaal onbeslist, hoewel beide zijden later de overwinning claimden. Pas bij de latere Zeeslag bij Nieuwpoort zouden de Engelsen de overmacht krijgen en een blokkade van de Nederlandse kust in stand houden. De slag wordt gezien als een lichte tegenslag voor de Britse handelsbelangen en een voorbeeld van gedegen zeemanschap aan Nederlandse zijde.

## Achtergrond
De Eerste Engels-Nederlandse Oorlog werd veroorzaakt door toenemende concurrentie tussen de twee maritieme landen om de strategische invloed op de handelsroutes van de wereld. Engeland en de Republiek der Zeven Verenigde Nederlanden waren altijd natuurlijke bondgenoten tegen de Habsburgers geweest, in de woorden van de Raad van State van koning Karel I van Engeland. Men zegt dat indien Karel I aan de macht was gebleven deze oorlog nooit was ontbrand, omdat het Engelse parlement nooit voor de daartoe benodigde gelden had gestemd. Bij de opkomst van Oliver Cromwell werd de diplomatie tussen de twee landen ernstig verstoord omdat de Nederlandse stadhouder Frederik Hendrik de Engelse royalisten financieel steunde, maar ook door het optreden van Cromwells afgezant George Downing. Tijdens de Engelse Burgeroorlog maakten de Nederlandse kooplieden gebruik van de tijdelijk verslapte aandacht en breidden de Nederlandse aanwezigheid in de havens en handelsroutes van de wereld krachtig uit. Veel Engelse kolonies werden ingenomen. Omdat Cromwell zijn krachten nodig had in de binnenlandse strijd kon hij daar vooralsnog weinig tegen doen.
Dit veranderde toen de Parlementaire legers uiteindelijk de Royalisten beslissend versloegen bij de Slag bij Worcester, waarmee de burgeroorlog feitelijk beëindigd was. Toen Cromwell daarna echt als staatshoofd kon optreden was een van zijn populaire maatregelen de Navigation Act van 1651 die wettelijk vastlegde dat alle goederen bestemd voor Engelse havens uitsluitend door Engelse schepen ingebracht mochten worden. Dit was een enorme slag voor de Nederlandse handelsbelangen, ook omdat ze hierdoor werden uitgesloten van de handel met de Engelse kolonies in Amerika en elders.
Later dat jaar gaf het Parliament opdracht dat Engelse kapers en oorlogsschepen Nederlandse koopvaardijschepen mochten aanvallen om zo hun 'verliezen goed te maken'. Misschien nog wel het belangrijkste: volgens het Engelse Parlement was de gehele Noordzee tot aan Kaap Finisterre een 'Britse zee' en waren alle schepen verplicht om die soevereiniteit te erkennen. Britse schepen moesten begroet worden met saluutschoten en met het laten zakken van de mars-zeilen. De eerste praktische toepassing van deze nieuwe houding kwam toen de Britse admiraal George Ayscue het eiland Barbados in bezit nam en daarbij ook 27 Nederlandse schepen.
Het Nederlandse antwoord liet op zich wachten; de gematigde Staten van Holland gaven er de voorkeur aan om hun geestverwanten in het Engelse parlement te vriend te houden. Maar toen de onderhandelingen op niets uitliepen en de Navigation Acts aangenomen waren kreeg de strijdvaardige Oranjepartij steeds meer invloed. De Staten-Generaal namen een wet aan waardoor de Nederlandse oorlogsvloot driemaal in omvang zou toenemen. De Nederlandse handelsbelangen konden dan krachtig beschermd worden. De vloot kwam onder commando van Admiraal Maarten Tromp de man die de zesde en laatste Spaanse Armada had verslagen bij de Slag bij Duins, 31 oktober 1639. Datzelfde jaar ondertekenden de Staten een verdrag met Denemarken met het overduidelijke doel om de Engelse handelsvaart te dwarsbomen. Oorlog brak uiteindelijk uit na een confrontatie tussen de admiraals Robert Blake en Maarten Tromp in mei 1652, bij de Slag bij Dover.
Kleinere schermutselingen volgden bij de Slag bij Plymouth, de Slag bij Elba en de Slag bij de Hoofden. Een echte zeeslag tussen de twee vloten vond voor het eerst plaats bij Slag bij de Singels in november 1652. Deze slag bleek een zware nederlaag voor de Engelsen, die hen dwong om hun strategie op zee helemaal opnieuw te bekijken.
Een comité van de Admiraliteit onder leiding van admiraal Henry Vane kwam tot een nieuwe tactiek, één die het beeld van de oorlogvoering voor de komende eeuw zou bepalen. Van de Nederlandse vloot namen ze het idee over van de 'smaldelen' of squadrons, zodat de vloot in kleinere tactische eenheden werd verdeeld. Bij het bestoken van de vijand werden de schepen geacht in een 'linie' te varen, zodat ze optimaal gebruik konden maken van het geschut. Deze 'line-of-battle' tactiek zou een Britse marinestandaard blijven tot aan de Tweede Wereldoorlog toe. De twee vloten zouden elkaar voor het eerst weer ontmoeten bij Portland.

## De Slag

### Eerste Dag
Tijdens de eerste dagen van februari 1653 werd een uitgaand konvooi van handelsschepen door Tromp geëscorteerd door het Kanaal op weg naar de Atlantische Oceaan. Hij maakte daarna aanstalten om weer naar de thuishaven terug te keren, maar ankerde eerst buiten La Rochelle voor reparaties en bevoorrading, en om te wachten op een retourvloot die er vanaf de Oceaan aan zou komen. Hij probeerde op 20 februari te vertrekken met 152 koopvaarders onder zijn hoede, maar werd drie dagen lang tegengehouden door harde wind en ruwe zee. Op 24 februari lukte het om met de logge koopvaarders uit te lopen, en vier dagen later naderde hij het gebied bij Portland. Daar kreeg hij Blakes vloot in zicht die ten zuiden van hem lag. Hoewel hij de lij had, probeerde Blake met een dertigtal zwaardere schepen naar links zwenkend te naderen om Tromp de pas af te snijden. Dit gaf Tromp de gelegenheid die met een numerieke overmacht te overmeesteren en hij ging onmiddellijk met al zijn vier eskaders over tot de aanval, ook omdat hij een gunstige noordwestenwind in de zeilen had.

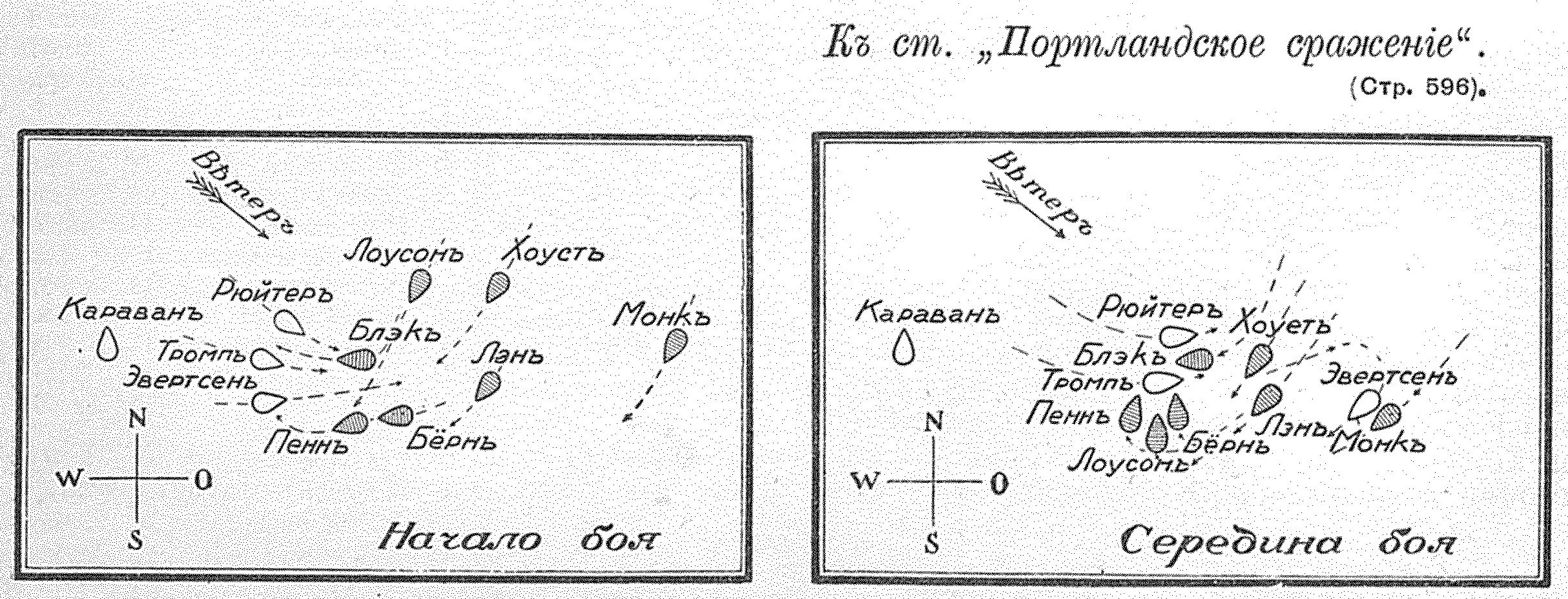
Driedaagse Zeeslag

Het vlaggenschip van Tromp, de Brederode, ging recht op het vlaggenschip van Blake aan, de Triumph. Niet gehinderd door tactische afspraken gaf Tromp een volle laag af op enkele meters van het Engelse schip, draaide, gaf nogmaals de volle laag met de andere kanonnen - naar zeggen voordat de Engelsen ook maar één schot gelost hadden - draaide nógmaals en schoot een derde volledige breedzijde in het Engelse schip. Blake besloot om de rest van de strijd op wat grotere afstand voort te zetten en trok zich terug in de massa van zijn eskader.
Ondertussen was Michiel de Ruyter op de Witte Lam erin geslaagd om de zware schepen van de Engelse achterhoede onder William Penn aan te vallen en ging hij de strijd aan met het grootste schip dat hij daar kon vinden, Prosperity of London of Prosperous. De eerste poging om te enteren mislukte, maar bij de tweede poging werd het Engelse schip tot overgave gedwongen. Bij pogingen om het schip te heroveren werd De Ruyter op verschillende momenten geheel omsingeld, maar na een intense strijd wist hij uit die omsingeling te komen. De Ruyters eskader bracht verder de Sampson tot zinken en veroverde de Assistance, het vlaggenschip van Rear-Admiral van het achterhoede-eskader van de Blauwe Vlag John Bourne en de Oak. Alleen de Assistance kon echter behouden blijven. De Witte Lam raakte al zijn masten kwijt en moest gesleept worden door de Salamander van kapitein Jan Christoffelsz Duijm. De Ruyter werd bijgestaan door het eskader van Pieter Florisse op de Stad Monnickendam. Admiraal John Lawson, in de oostelijkste positie, lukte het om het eskader van Johan Evertsen op de Hollandia af te slaan en ontzette toen Blake en Penn. Later stortte de hoofdmassa van Engelse schepen met George Monck zich vanuit het zuidoosten in het strijdgewoel en de Nederlanders moesten terugvallen, nu ze hun numerieke overwicht kwijt waren.
De slag werd die dag verder gevoerd met zware beschietingen op afstand van beide zijden. Later op 28 februari stuurde Blake een aantal fregatten richting La Rochelle om een aantal Nederlandse koopvaarders prijs te maken. Tromp reageerde door ook een aantal Nederlandse oorlogsbodem te detacheren om dit te voorkomen. Toen de nacht viel werd de strijd gestaakt.

### Tweede dag

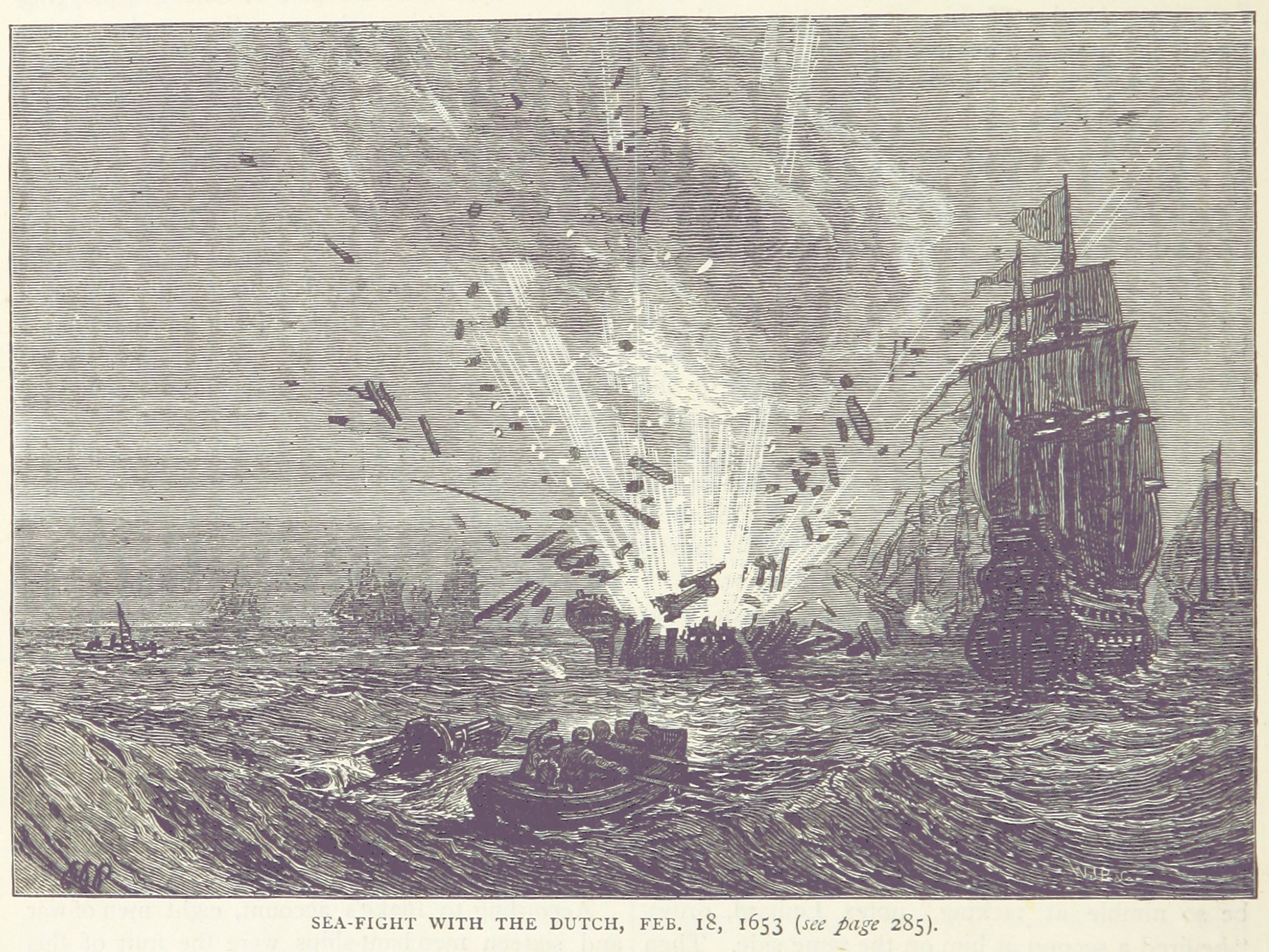
Driedaagse Zeeslag

De volgende dag namen de Engelsen het initiatief om de strijd te beginnen, met de wind in hun voordeel. Ondanks vijf verschillende pogingen om door de 'lijn' van Nederlandse schepen te breken lukte dat niet. Deze dag werden 12 van de Nederlandse koopvaarders door de Engelse fregatten onderschept, nadat ze -tegen de directe orders van Tromp in - probeerden op eigen houtje richting Nederland te ontsnappen. Aan het einde van de tweede dag waren de meeste Nederlandse oorlogsschepen door hun buskruit en munitie heen en zonder mogelijkheid om die aan te vullen.

### Derde dag
Ook de derde dag eindigde op vergelijkbare wijze. De Engelsen slaagden er niet in om de Nederlandse 'linie' te doorbreken. Verschillende Nederlandse kapiteins probeerden te vluchten toen ze door hun munitie heen waren en Tromp zag zich gedwongen hen tegen te houden met een paar schoten voor de boeg. De slag eindigde toen Blake zich terugtrok, maar toen hadden de Nederlandse schepen ook geen kogel meer over. Misschien werd de beslissing van Blake mede ingegeven door het feit dat hij aan zijn been verwond werd die dag.
Op de vierde dag waren de Engelsen wel aanwezig om strijd te leveren, maar ze moesten constateren dat er geen Nederlands schip meer te zien was. Tromp had zijn schepen langs de kustlijn richting huis geloodst, maar verloor daarbij vijftig koopvaardijschepen en dertien oorlogsschepen. De Frisia en de Faam gingen de lucht in; de Wapen van Holland, Engel Gabriël, Meerman, Kroon Imperiaal en Arche Troijane zonken; de Groote Sint Lucas, Groote Liefde, Vogel Struys, Maaght van Enckhuyzen, Vergulde Haen en de Swarte Reyger werden door de Engelsen buitgemaakt. Hoewel beide zijden de overwinning na afloop claimden moet gezegd worden, dat het Tromp was die het strijdtoneel verliet en die een aantal schepen "prijs moest geven". In Nederland werd het vooral belangrijk gevonden dat hij het grootste deel van de vloot had veilig gesteld.

## Conclusie
De Slag bij Portland herstelde de Britse macht over het Kanaal. Hoewel in de Provinciën de strijd werd geschilderd als een "glorieuze nederlaag" en de bevolking veel vreugde toonde over de betoonde moed, wisten de admiraal Tromp en de overige commandanten beter en er werden binnenskamers harde woorden gesproken over het gedrag van enkele kapiteins. Ze zagen in dat de nieuwe 'linie'-tactiek het bijna onmogelijk maakte voor de Nederlanders om met hun betere zeemanschap de overhand te krijgen tegen brute vuurkracht. Ze drongen er sterk op aan dat de Staten Generaal méér en zwaardere oorlogsschepen zouden bouwen, in plaats van gebruik te maken van omgebouwde koopvaardijschepen. In een poging om toch de Noordzee 'open' te houden werd er nog strijd geleverd met een slecht uitgeruste Nederlandse vloot in de Zeeslag bij Nieuwpoort.
De Engelse admiraal Robert Blake moest enige tijd aan land herstellen van zijn beenwond maar herstelde daarvan nooit helemaal. Hij gebruikte zijn tijd echter goed en schreef zijn Sailing instructions en Fighting Instructions, twee handboeken die de tactieken op zee voor twee eeuwen zouden bepalen.